# شاپرکان گالی
شاپرکان گالی(نام علمی: Cecidosidae) نام یک تیره از راسته پروانه‌سانان است.